# 마놀로 풀로
마놀로 풀로 라모스(스페인어: Manolo Poulot Ramos, 1974년 6월 28일~)는 쿠바의 유도 선수이다. 올림픽에 2회(1996, 2000)에 참가했으며 2000년 하계 올림픽 남자 유도 엑스트라라이트급 동메달을 획득했다. 또한 1999년 세계 유도 선수권 대회에서 남자 엑스트라라이트급 우승을 차지했다.